# 国家放送協会
国家放送協会（こっかほうそうきょうかい、ドイツ語：Reichs-Rundfunk-Gesellschaft）は、1925年にドイツで設立され、9つの地方放送局から成る放送網を統括していた放送団体。1933年にナチス・ドイツによって国営化され、国民啓蒙・宣伝省により広範囲にわたって利用された。1945年に解散。